# Liga Mexicana de Béisbol 1952
La Temporada 1952 de la Liga Mexicana de Béisbol fue la edición número 28. Para este año se redujo de 8 a 6 el número de equipos.
Los equipos que desaparecieron fueron los Azules de Veracruz y los Diablos Rojos del México debido a que  Jorge Pasquel abandonó la liga y vendió el Parque Delta al Departamento Central, por lo que no hubo un lugar donde jugar en el D. F. Gracias a los esfuerzos de Eduardo Quijano Pitman, presidente de la Liga Mexicana, logró que le alquilaran el Parque Delta por lo que el equipo de Tuneros de San Luis se mudó a la capital para convertirse en los Diablos Rojos del México después de 15 juegos de haber iniciado la campaña.
El calendario constaba de 90 juegos en un rol corrido, el equipo con el mejor porcentaje de ganados y perdidos se coronaba campeón de la liga. 
Los Rojos del Águila de Veracruz obtuvieron el tercer campeonato de su historia al terminar en primer lugar de la temporada regular con 57 ganados y 33 perdidos, con 9 juegos de ventaja sobre el Unión Laguna de Torreón. El mánager campeón fue Santos Amaro.

## Equipos participantes
| Liga Mexicana de Béisbol 1952 |           |                          |                       |
| Equipo                        | Fundación | Ciudad                   | Estadio               |
| Charros de Jalisco            | 1946      | Guadalajara, Jalisco     | Municipal             |
| Diablos Rojos del México(1)   | 1940      | México, D. F.            | Delta                 |
| Rojos del Águila de Veracruz  | 1903      | Veracruz, Veracruz       | Deportivo Veracruzano |
| Sultanes de Monterrey         | 1939      | Monterrey, Nuevo León    | Cuauhtémoc            |
| Tecolotes de Nuevo Laredo     | 1940      | Nuevo Laredo, Tamaulipas | La Junta              |
| Unión Laguna de Torreón       | 1940      | Torreón, Coahuila        | Revolución            |

## Posiciones
| Liga Mexicana de Béisbol | Liga Mexicana de Béisbol | Liga Mexicana de Béisbol | Liga Mexicana de Béisbol | Liga Mexicana de Béisbol |
| Equipo                   | JG                       | JP                       | PCT                      | JV                       |
| ------------------------ | ------------------------ | ------------------------ | ------------------------ | ------------------------ |
| Águila                   | 57                       | 33                       | .633                     | -                        |
| Torreón                  | 48                       | 42                       | .533                     | 9.0                      |
| Jalisco                  | 46                       | 44                       | .511                     | 11.0                     |
| México(1)                | 36                       | 39                       | .480                     | 13.5                     |
| Nuevo Laredo             | 38                       | 52                       | .422                     | 19.0                     |
| Monterrey                | 36                       | 54                       | .400                     | 21.0                     |
| San Luis(2)              | 9                        | 6                        | .600                     | 37.5                     |

| Campeón de la Liga |

1 Comenzó la temporada como los Tuneros de San Luis.
2 Se mudó a la Ciudad de México para convertirse en los Diablos Rojos del México.

## Juego de Estrellas
El Juego de Estrellas de la LMB se realizó el 10 de septiembre en el Parque Delta en México, D. F. La selección de Extranjeros se impuso a la selección de Mexicanos 8 carreras a 2.

## Designaciones
Se designó como novato del año a Jaime Abad de los Rojos del Águila de Veracruz.

## Acontecimientos relevantes
- Durante este año ocurrieron dos tragedias dentro del béisbol mexicano:

1. El martes 15 de julio el equipo de Sultanes de Monterrey se dirigía hacía la Ciudad de México para enfrentar a los Tecolotes de Nuevo Laredo. Eran aproximadamente las 23:30 horas, cuando a la altura del kilómetro 840 de la carretera México-Laredo, poco después de haber pasado la ciudad de Linares, el autobús de los peloteros fue embestido de frente por un pesado camión cargado con bultos de maíz. Vicente "Corazón" Torres y Adolfo "Chamaco" García murieron en el lugar.[3]
2. La segunda tragedia ocurrida fue cuando una tribuna de madera del Parque Delta se derrumbó por el peso de los espectadores que la ocupaban a su máxima capacidad y produjo la muerte de dos aficionados.[4]

- René González de los Rojos del Águila de Veracruz se convierte en el cuarto jugador en la historia de la liga en ganar la Triple Corona de bateo al terminar con .370 de porcentaje de bateo, 84 carreras producidas y 21 Home Runs.
- Lino Donoso de los Rojos del Águila de Veracruz rompe récord de más ponches propinados en una temporada con 235, el récord anterior lo poseía Edward Porter en la temporada de 1940 con 232. El Récord sería roto en la temporada de 1966 cuando José Ramón López realizó 309 ponches.